# Discovery Latin America
Discovery Networks Latin America (acortada como Discovery Latin America) fue una división de Discovery, Inc.. entidad encargada de supervisar todas las operaciones de Discovery Communications, tanto como en la televisión por cable y satélite en toda América Latina y el Caribe.
Discovery Latin America ofrecía "una cartera de canales encabezada por Discovery y otras redes, que se distribuyen en todos los mercados de televisión de pago en América Latina". La división ofrece 17 canales en dos idiomas (español y portugués), los cuales también tienen la opción SAP, siempre y cuando esté disponible. Debido a la reciente fusión con Scripps Networks, Food Network Latinoamérica pasa a la administración de Discovery.
En 2022, la empresa fue fusionada con WarnerMedia y sus operaciones pasaron a ser gestionadas desde Buenos Aires (Argentina) Luego, fue fusionada con esta última en Warner Bros. Discovery Latin America.

## Canales
| Nombre                  | Programación          |
| ----------------------- | --------------------- |
| Discovery               | Series y documentales |
| Animal Planet           | Animales              |
| Discovery Kids          | Infantil              |
| Discovery Home & Health | Estilo de vida        |
| TLC                     | Estilo de vida        |
| ID                      | Series y documentales |
| Discovery Turbo         | Automovilismo         |
| Food Network            | Gastronomía           |
| HGTV                    | Hogar                 |
| Mega                    | Generalista           |
| Mega Plus               | Variedades            |
| Mega Ficción            | Telenovelas           |
| Golf Channel            | Deportes              |
| Discovery Science       | Ciencia y tecnología  |
| Discovery Theater       | Documentales          |
| Discovery World         | Viajes                |

## Canales desaparecidos
- People+Arts (1997-2010)
- Liv (2010-2012)
- Discovery Civilization (2005-2022)